# Leuchtfeuerliste der US-Küstenwache
Die Leuchtfeuerliste der US-Küstenwache (United States Coast Guard Light List) ist eine Reihe von sieben Handbüchern, die von der US-Küstenwache (USCG) veröffentlicht werden und Informationen über Signallichter und andere Hilfsmittel für die Schiffsnavigation an den Küsten und Gewässern der USA enthalten.
Diese Liste unterscheidet sich von der NGA-Liste der Licht-, Funk- und Nebelsignale, da die NGA auch alle Leuchtfeuer auflistet, die sich nicht auf US-Territorium befinden.
Die Bücher listen jedes Signallicht mit nautischer Bedeutung auf:
- Internationale Registriernummern
- Lage oder Name
- Geografische Koordinaten
- Eigenschaften der Lichter und Nebelsignale wie Feuer- und Bauwerkshöhe, Reichweite und eine Beschreibung der Bauwerksmerkmale, die der Orientierung dienen.

Die sieben Teile beschreiben jeweils ihren eigenen Bereich:
- I: Ostküste von St. Croix River, Maine bis Shrewsbury River, New Jersey[2]
- II: Ostküste von Shrewsbury River, New Jersey bis Little River, South Carolina[3]
- III: Ostküste von Little River, South Carolina bis Econfina River, Florida[4]
- IV: Golf von Mexiko[5]
- V: Mississippi[6]
- VI: Westküste und Pazifikinseln[7]
- VII: Große Seen[8]